# 比尔加罗讷
比尔加罗讷（法語：Burgaronne，法語發音：[byʁɡaʁɔn]）是法国大西洋比利牛斯省的一个市镇，属于奥洛龙-圣玛丽区。

## 地理
比尔加罗讷（43°24'43"N, 0°54'33"W）面积5.27 平方千米，位于法国新阿基坦大区大西洋比利牛斯省，该省份为法国东南部省份，涵盖了贝阿恩与北巴斯克，西临大西洋比斯開灣，北至朗德省，东北接热尔省，东临上比利牛斯省，南与西班牙接壤。
与比尔加罗讷接壤的市镇（或旧市镇、城区）包括：昂德兰、奥里永、萨利斯德贝阿恩、索沃泰尔德贝阿恩。

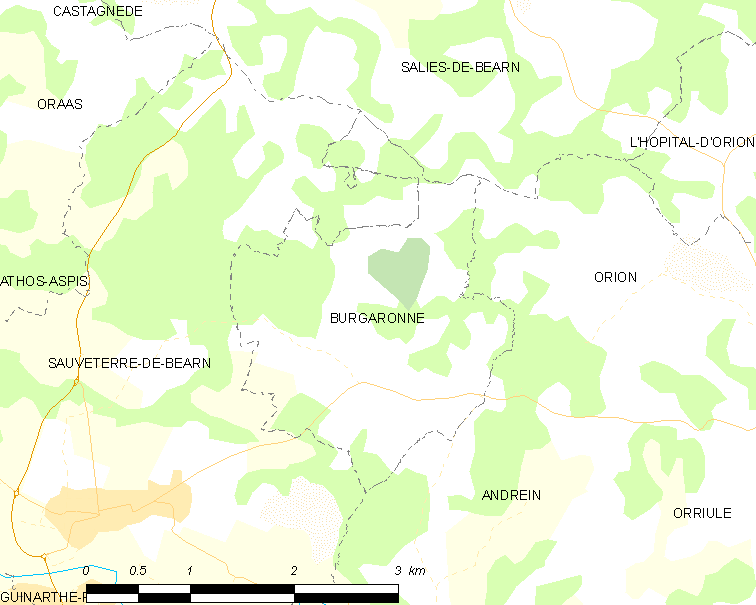
比尔加罗讷的OSM定位图

比尔加罗讷的时区为UTC+01:00、UTC+02:00（夏令时）。

## 行政
比尔加罗讷的邮政编码为64390，INSEE市镇编码为64151。

## 政治
比尔加罗讷所属的省级选区为奥尔泰兹-激流与盐之地县。

## 人口

1962-2008年间比尔加罗讷人口变化图示

比尔加罗讷于2022年1月1日时的人口数量为98人。